# Eugen Kerschkamp
Joseph Eugen Kerschkamp (* 12. April 1880 in Elberfeld; † 13. Dezember 1945 in Rhöndorf) war ein deutscher Maler.

## Leben
Nach der Volksschule besuchte Kerschkamp ab 1890 das Evangelische Gymnasium Elberfeld. Von 1900 bis 1907 studiert er anschließend an der Kunstakademie Düsseldorf Malerei. In Düsseldorf wohnte er zusammen mit Wilhelm Ritterbach im Haus Am Wehrhahn 10d. Reisen, die er in dieser Zeit nach Amsterdam, Delft, Florenz und Paris unternahm, beeinflussten seine Malerei. Der Impressionismus, der Expressionismus und der Kubismus prägten sie. 1907 beendete er das Studium ohne formellen Abschluss. Als freischaffender Maler ließ er sich zunächst in Düsseldorf nieder, wo er sich 1910 dem Sonderbund Westdeutscher Kunstfreunde und Künstler anschloss. 1912 beteiligte er sich mit drei Ölgemälden an deren Kölner Ausstellung, 1914 an einer Ausstellung der Düsseldorfer Studentenvereinigung Laetitia. Am Ersten Weltkrieg, in dem sein Bruder Alfons als Leutnant an der Westfront fiel, nahm er wohl ebenfalls als Frontsoldat teil.
1924 lebte Kerschkamp in Stettin. Dort wurde er Mitglied der Norddeutschen Sezession und heiratete Grete, die älteste Tochter des Oberbaurats Otto Doege (1857–1933). Das Paar bekam einen Sohn und eine Tochter. An Kunstausstellungen im Museum Stettin nahm er in dieser Zeit ebenso teil wie an rheinischen Veranstaltungen, etwa solchen der Ausstellungsgemeinschaft Kölner Maler (AGKM), deren Mitglied er 1925 wurde, der Bonner Künstlervereinigung von 1914, der er sich 1928 anschloss, sowie der Rheinischen Sezession in Düsseldorf.
1928 zog Kerschkamp nach Rhöndorf. In der Folgezeit widmete er sich vor allem der Landschaftsmalerei und hielt in seinen Bildern den Rhein, das Siebengebirge sowie Kirchen und Burgen am Mittelrhein fest. 1929 nahm er auf Einladung der Rheinischen Sezession an einer Jubiläumsausstellung in der Düsseldorfer Kunsthalle mit zwei Ölgemälden teil. 1931 stellte er mit anderen Mitgliedern der Bonner Künstlervereinigung von 1914 in der Villa Obernier aus. 1935 war er auf der Ausstellung „Maler sehen Deutschland. Große Ausstellung junger deutscher Landschaftsmaler“ im Kunstmuseum Duisburg vertreten.
Von 1936 bis 1939 lebte er in Köln. 1937 wurden bei der Aktion „Entartete Kunst“ acht seiner Arbeiten beschlagnahmt, darunter vier Werke aus den Kunstsammlungen der Stadt Düsseldorf, welche nach der Beschlagnahme zerstört wurden. Im gleichen Jahr zeigte er seine „Landschafts- und Figurenmalerei“ im Kunstverein Hamburg und nahm an der Großen Kunstausstellung Düsseldorf teil. Es folgten Ausstellungsbeteiligungen mit „Rheinischen Motiven“ im Rahmen der Ausstellung „Der Niederrhein im Bilde zeitgenössischer Maler und Zeichner“ im Kunstmuseum Duisburg (1939), Beteiligungen an der Ausstellung „Der deutsche Westen“ im Kölnischen Kunstverein und im Westfälischen Kunstverein Münster (1939, 1940, 1942), an der „Rheinischen Kunstausstellung Berlin“ im Schloss Schönhausen in Berlin (1940), an der „Gau-Ausstellung Köln-Aachen“ des Kulturwerks Köln-Aachen (1941), an der „Düsseldorfer Kunstausstellung“ im Herzog Anton Ulrich-Museum in Braunschweig unter dem Titel „Der Rhein und das Reich“ (1942), an der Ausstellung „Neue Deutsche Kunst in Düsseldorf“ im Palazzo Strozzi in Florenz (1943) und an der Ausstellung „Westdeutsche Künstler – Münchner Zeichner“ in der Städtischen Galerie München (1943).
Bereits seit 1939 gesundheitlich angeschlagen verstarb Kerschkamp Ende 1945 im Alter von 65 Jahren in Rhöndorf. Er wurde in Honnef beerdigt.